# Federazione Italiana Giuoco Calcio
La Federazione Italiana Giuoco Calcio, meglio nota come Federcalcio o con l'acronimo FIGC, è associazione riconosciuta, con personalità giuridica, federata al Comitato Olimpico Nazionale Italiano e unica accreditata allo scopo di promuovere in Italia il gioco del calcio, del calcio a 5 e del beach soccer, oltre a curare gli aspetti a essi connessi. La Federcalcio ha sede a Roma ed è affiliata alla FIFA dal 1905 e all'UEFA dal 1954, in qualità di cofondatrice.
Fanno parte della Federcalcio le leghe (Lega Nazionale Professionisti Serie A, Lega Nazionale Professionisti Serie B, Lega Italiana Calcio Professionistico, Lega Nazionale Dilettanti) alle quali è data l'organizzazione dei campionati e coppe professionistici e dilettantistici, l'Associazione Italiana Arbitri, come designatrice delle terne arbitrali degli incontri, le componenti tecniche (Associazione Italiana Calciatori e Associazione Italiana Allenatori Calcio), il Settore Tecnico e il Settore Giovanile e Scolastico. Inoltre, sono istituite la Divisione Serie A Femminile Professionistica, la Divisione Serie B Femminile e la Divisione Calcio Paralimpico e Sperimentale.
Infine, tramite il Club Italia, la Federcalcio coordina la gestione delle attività delle squadre nazionali di calcio, calcio a 5 e beach soccer. Nel 2023 questa federazione risulta essere quella con il maggiore numero di tesserati in Italia, che sono 1.425.059.

## Storia
La Federazione italiana si costituì a Torino il 26 marzo 1898 con il nome di Federazione Italiana del Football (FIF), su iniziativa di un comitato istituito il 15 marzo, ed elesse al vertice della neonata associazione l'ingegnere Mario Vicary, al termine dei lavori di una sorta di costituente presieduta da Enrico D'Ovidio. Furono invitate a far parte della fase costituente le seguenti società: Genoa Cricket and Athletic Club, Football Club Torinese, Internazionale Torino, Società Ginnastica Torino, SEF Mediolanum, Unione Pro Sport Alessandria e Società Ginnastica Ligure Cristoforo Colombo. Tuttavia, le ultime due preferirono rimanere nell'orbita della Federazione Ginnastica d'Italia, federazione che metteva in palio, durante i propri campionati ginnici, anche un titolo per il football, mentre la Mediolanum iniziò a partecipare a competizioni FIF solo due anni più tardi.
Nello stesso anno della sua fondazione la federazione organizzò il primo campionato italiano di calcio: si trattò di un torneo disputatosi a Torino in una sola giornata, che venne vinto dal Genoa.
La federazione italiana venne riconosciuta nel 1905 dalla Fédération Internationale de Football Association (FIFA), federazione internazionale di governo del calcio mondiale nata il 21 maggio 1904. 
Sempre nel 1905, la FIF spostò la propria sede da Torino a Milano e, nel 1909, cambiò denominazione nell'attuale Federazione Italiana Giuoco Calcio (FIGC).
Il 15 maggio 1910 venne giocata all'Arena Civica di Milano la prima partita internazionale della Nazionale di calcio dell'Italia, che sconfisse per 6 a 2 la Nazionale francese. L'anno seguente la FIGC spostò nuovamente la sede a Torino.
Nel 1926 la sede venne trasferita a Bologna, dove restò per tre anni, per lo spostamento definitivo nel 1929 a Roma.
Nella storia della federazione, a partire dal secondo dopoguerra in avanti, è successo che la stessa fosse commissariata a seguito di stravolgimenti legati a risultati deludenti conseguiti sul campo dalla nazionale oppure a scandali extracalcistici. Fino ad allora i commissariamenti erano stati meno soventi e legati, perlopiù, a crisi dirigenziali interne.
Il primo caso celebre si verificò nell'estate del 1958 e fu la conseguenza del "disastro di Belfast", ovvero la mancata qualificazione ai Mondiali in Svezia, la cui responsabilità venne addebitata alle società professionistiche, ritenute colpevoli di aver anteposto le loro esigenze a quelle della Nazionale. Giulio Onesti, presidente del CONI, si espresse in termini durissimi, portando Ottorino Barassi, presidente della federazione, a dimettersi: il 13 agosto si giunse al commissariamento della FIGC. Venne nominata la figura di Bruno Zauli.
Il 15 giugno 1954 la FIGC, la Fédération Française de Football e la Union Royale Belge des Societes de Football Association, (federazioni rispettivamente della Francia e Belgio), fondano la Union of European Football Associations (UEFA), confederazione che gestisce attualmente il calcio in Europa.
Nel 1986 le conseguenze del cosiddetto Totonero bis portarono all'avvicendamento tra il presidente federale Federico Sordillo e il commissario Franco Carraro. Nel 1996, invece, le vicissitudini personali del presidente Antonio Matarrese (rinviato a giudizio per abuso d'ufficio in violazione delle norme interne alla federazione) favorirono l'arrivo del commissario Raffaele Pagnozzi. Nel 2000 fu la volta di Gianni Petrucci, che divenne commissario straordinario dopo la mancata rielezione di Luciano Nizzola.
Nel maggio del 2006, a seguito delle conseguenze del cosiddetto scandalo di Calciopoli, il presidente Franco Carraro fu sostituito da Guido Rossi prima e Luca Pancalli poi.
Nel novembre del 2017 la mancata qualificazione ai Mondiali di Russia 2018 spinse il presidente Carlo Tavecchio a rassegnare le dimissioni; l'incapacità di eleggere un nuovo presidente federale tramite elezioni rese necessaria la nomina di un commissario straordinario da parte del Comitato Olimpico: l'incarico fu affidato a Roberto Fabbricini.

## Sede

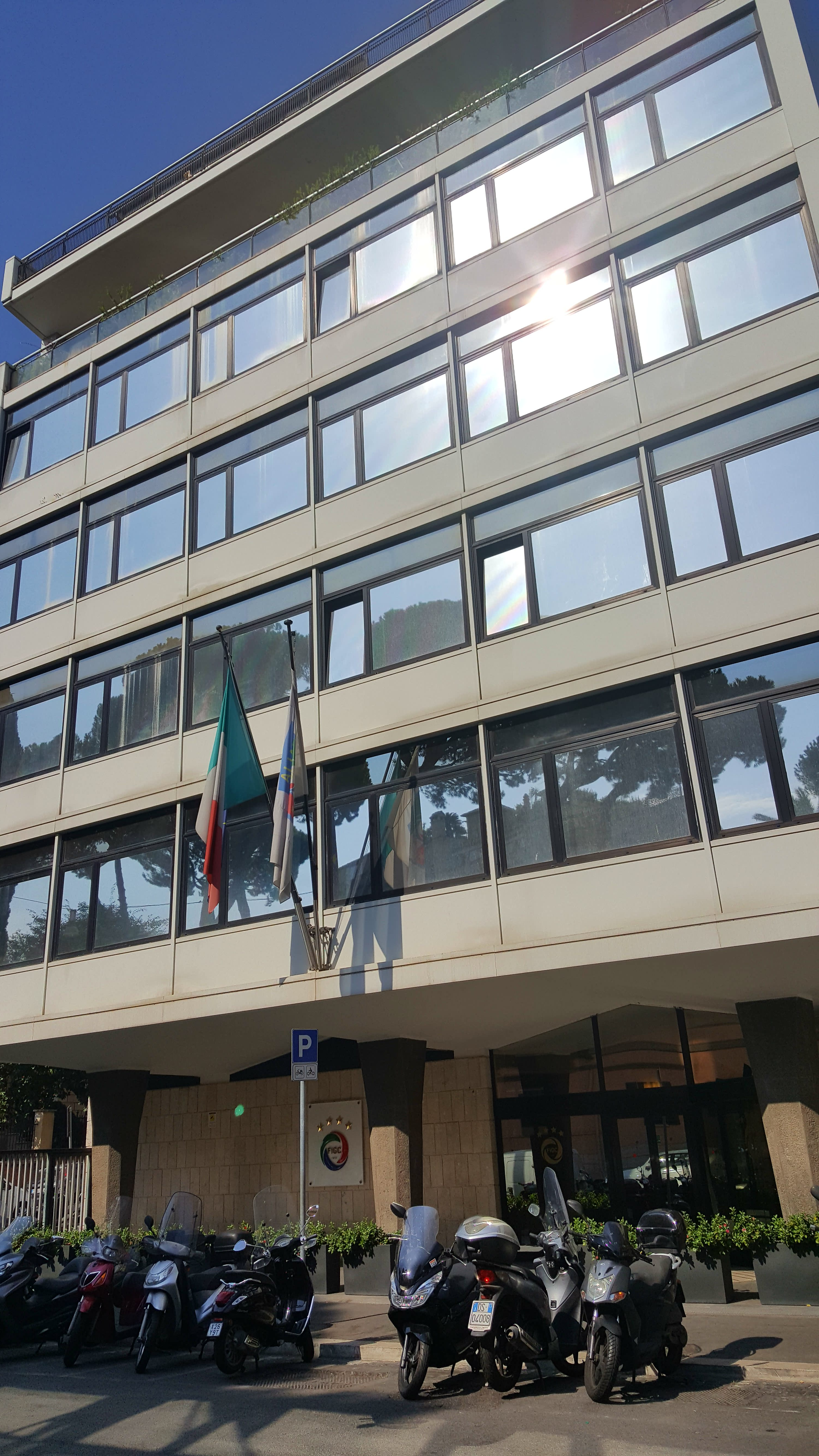
Sede della Federazione Italiana Giuoco Calcio a Roma, via Gregorio Allegri, 14.

La sede della Federcalcio è a Roma, nella palazzina ubicata in via Gregorio Allegri 14, quartiere Pinciano. 
Fino agli inizi degli anni cinquanta sull'area dell'odierna sede sorgeva una villa residenziale, successivamente demolita per dare inizio, nel 1952, ai lavori per la realizzazione della palazzina a sei piani che ospita l'attuale sede della FIGC. L'edificio direzionale, progettato dall'ing. Sergio Bonamico, venne ultimato nel 1956 divenendo la sede legale e operativa della Federazione Italiana Giuoco Calcio, in una zona della capitale prettamente residenziale.
Il piano terreno, in parte interrato, è riservato ai servizi vari (atrio, informazioni, ufficio postale) mentre i quattro piani superiori sono destinati a uffici (al primo piano vi sono gli uffici direttivi e di rappresentanza). Il quinto piano, attico e ultimo, sono collocati una sala congressi con bar, e una saletta stampa. La sala del Consiglio Federale è intitolata, dal 2021, alla memoria di Paolo Rossi.

## Governance

### Componenti
Fanno parte della Federazione Italiana Giuoco Calcio le seguenti componenti:
| Aree                | Componente                                     | Sede    | Fondazione |
| Leghe               | Lega Nazionale Professionisti Serie A (LNPA)   | Milano  | 2010       |
| Leghe               | Lega Nazionale Professionisti Serie B (LNPB)   | Milano  | 2010       |
| Leghe               | Lega Italiana Calcio Professionistico          | Firenze | 1959       |
| Leghe               | Lega Nazionale Dilettanti (LND)                | Roma    | 1959       |
| Componenti tecniche | Associazione Italiana Calciatori (AIC)         | Vicenza | 1968       |
| Componenti tecniche | Associazione Italiana Allenatori Calcio (AIAC) | Firenze | 1966       |
| Componenti tecniche | Associazione Italiana Arbitri (AIA)            | Roma    | 1911       |
| Settori             | Settore Tecnico                                | Firenze | 1959       |
| Settori             | Settore Giovanile e Scolastico                 | Roma    | 1947       |
| Divisioni           | Divisione Serie A Femminile Professionistica   | Roma    | 2023       |
| Divisioni           | Divisione Serie B Femminile                    | Roma    | 2023       |
| Divisioni           | Divisione Calcio Paralimpico e Sperimentale    | Roma    | 2019       |
| Organismi           | Club Italia                                    |         |            |

### Organigramma
Aggiornato all'8 luglio 2023.
- Presidente: Gabriele Gravina
- Vicepresidente vicario: Umberto Calcagno
- Vicepresidente: Francesco Ghirelli
- Segretario generale: Marco Brunelli
- Vicesegretario: Antonio Di Sebastiano
- Consiglieri federali:
  - Lega Nazionale Professionisti Serie A: Lorenzo Casini (presidente), Claudio Lotito, Giuseppe Marotta
  - Lega Nazionale Professionisti Serie B: Mauro Balata (presidente)
  - Lega Pro: Matteo Marani (presidente), Alessandro Marino, Giuseppe Pasini
  - Lega Nazionale Dilettanti: Giancarlo Abete (presidente), Daniele Ortolano, Stella Frascà (consiglieri nazionali), Florio Zanon (consigliere area Nord), Francesco Franchi (consigliere area Centro), Maria Rita Acciardi (consigliere area Sud)
  - Atleti: Umberto Calcagno, Davide Biondini, Valerio Bernardi, Chiara Marchitelli
  - Tecnici: Mario Beretta, Zoi Gloria Giatras
  - Associazione Italiana Arbitri: Antonio Zappi (presidente)
- Comitato di presidenza: Gabriele Gravina (presidente), Umberto Calcagno (vicepresidente vicario), Lorenzo Casini, Mauro Balata, Giancarlo Abete.

### Organi di giustizia sportiva
Sono organi di giustizia sportiva istituiti presso la Federazione Italiana Giuoco Calcio, i seguenti:
- Commissione federale di garanzia;
- Corte federale di appello;
- Corte sportiva di appello a livello nazionale;
- Tribunale federale nazionale;
- Procura federale.

Sono organi di giustizia sportiva istituiti presso le leghe e le divisioni, i Giudice Sportivi e i sostituti di ognuna delle seguenti componenti: Lega Nazionale Professionisti Serie A, Lega Nazionale Professionisti B, Lega Italiana Calcio Professionistico, Lega Nazionale Dilettanti, Divisione Calcio a cinque, Divisione Calcio femminile e Settore Giovanile e Scolastico.
Sono infine organi di giustizia sportiva "a partecipazione mista" i Collegi Arbitrali istituiti rispettivamente presso la Lega Nazionale Professionisti Serie A, la Lega Nazionale Professionisti B, la Lega Italiana Calcio Professionistico e la Lega Nazionale Dilettanti.

### Enti partecipati

#### Società
- Federcalcio Servizi s.r.l., società partecipata al 100%.

#### Fondazioni
- Fondazione Museo del Calcio - Centro di documentazione storica e culturale del giuoco del calcio, ente partecipato assieme al Comune di Firenze.[23]

## Attività
La FIGC dirige e organizza l'attività della nazionale maschile e della nazionale femminile, delle nazionali giovanili, e delle nazionali di futsal e di beach soccer; inoltre, supervisiona, controlla e coordina le leghe che organizzano i campionati professionistici (Lega Serie A, Lega B, Lega Pro) e i campionati a carattere dilettantistico di livello nazionale e interregionale (Lega Nazionale Dilettanti, Divisione Calcio a 5). In più, la FIGC promuove direttamente i tornei, le attività e le iniziative riservate ai settori giovanili e, attraverso la Divisione Calcio Femminile, i campionati di calcio femminile di Serie A e di Serie B.
A livello regionale la FIGC agisce attraverso i comitati regionali e le delegazioni provinciali e locali.

## Sponsor
La FIGC ha diversi sponsor, tecnici e ufficiali. Il fornitore delle divise della nazionale di calcio è Adidas. Dalla stagione 2023-2024, Givova per le divise degli arbitri con gli sponsor Tigotà e Net Insurance.

## Loghi

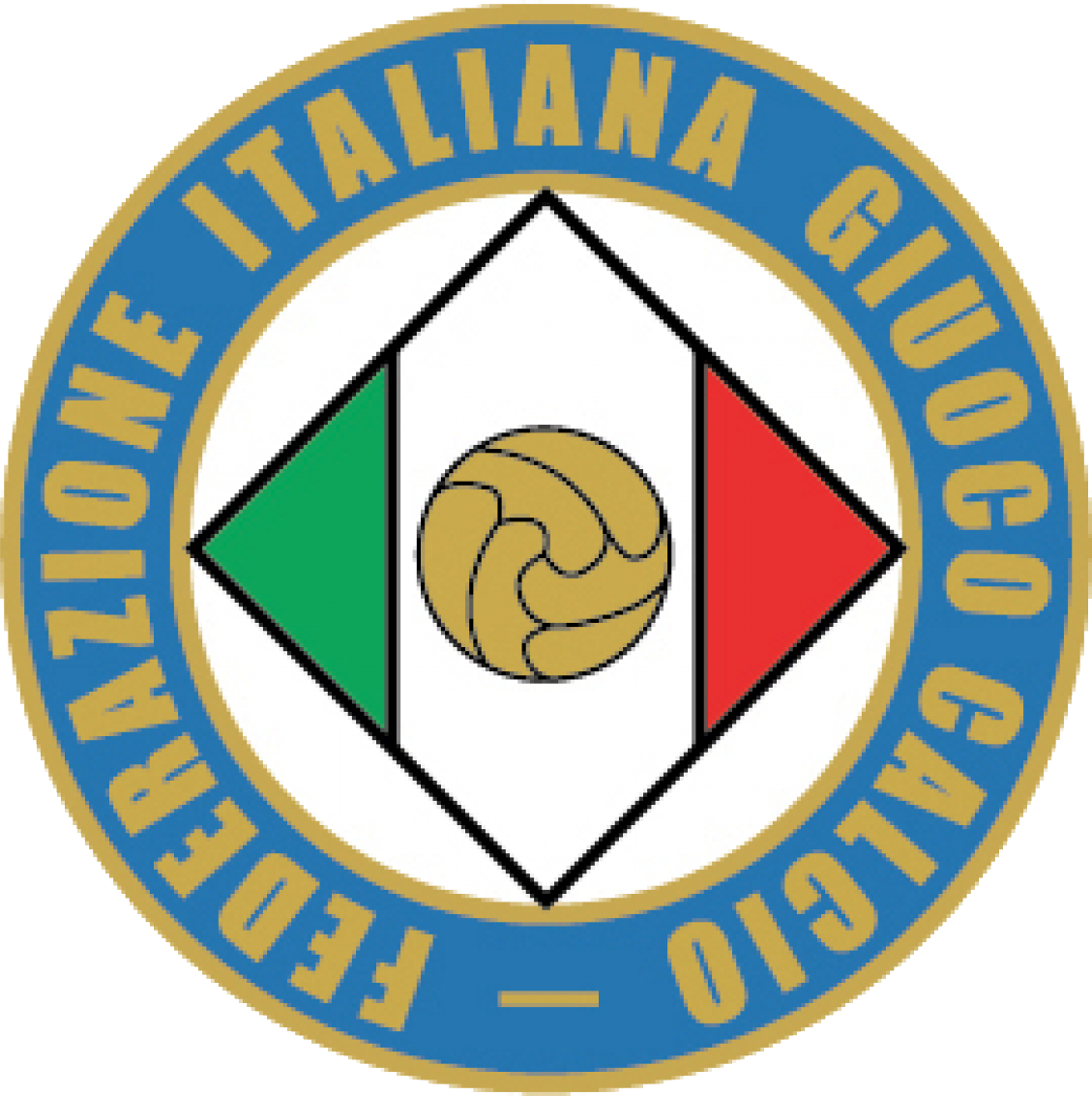
1974-1984
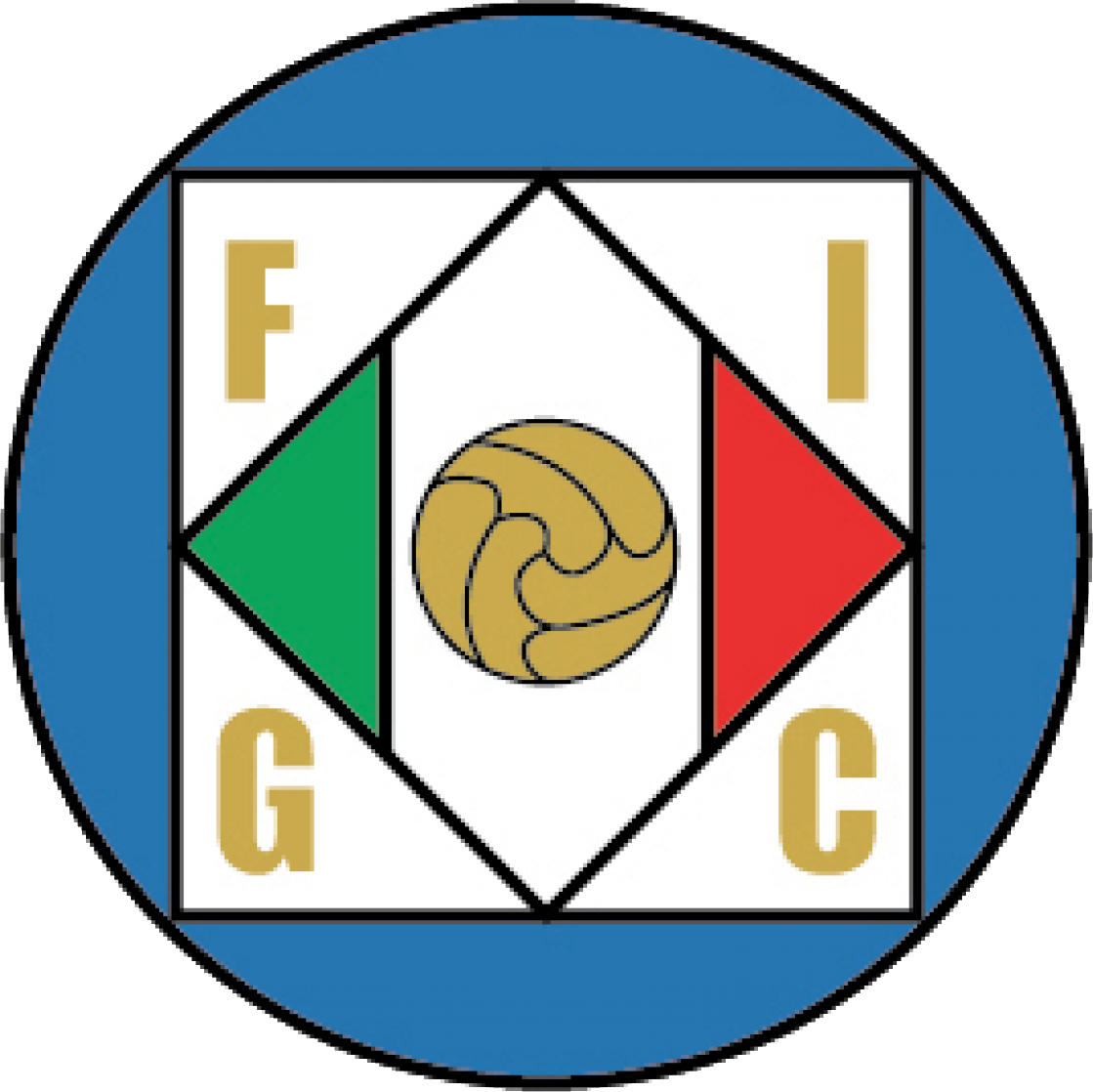
Variante 1974-1984
1984-1992
1992-2006
2006
2006-2017
2017-2022
In uso dal 2022